# Andrea Tonacci
Pour les articles homonymes, voir Tonacci.
Andrea Tonacci, né en 1944 à Rome (Italie) et mort le 16 décembre 2016 à São Paulo (Brésil), est un cinéaste italo-brésilien basé au Brésil.
Il est considéré comme l'un des principaux réalisateurs du Cinema marginal, un mouvement cinématographique qui a eu lieu au Brésil dans les années 1970.

## Biographie
En 2006, son film Serras da Desordem lui vaut les Kikitos de la meilleure photographie, du meilleur film et du meilleur réalisateur au Festival de Gramado,.
Il meurt le 16 décembre 2016 d'un cancer du pancréas.

## Filmographie partielle
- 1966 : Olho por olho  (court métrage)
- 1968 : Blablablá
- 1970 : Bang Bang
- 1975 : Jouez encore, payez encore
- 1983 : Conversas do Maranhão
- 1979 : Discursos Canelas
- 1979 : Guaranis do Espírito Santo
- 1983 : Os arara
- 1994 : Bienal Brasil Século XX
- 1994 : Óculos para ver pensamentos
- 1997 : Biblioteca Nacional
- 1998 : Theatro Municipal de São Paulo
- 2006 : Serras da Desordem
- 2008 : Benzedeiras de Minas
- 2014 : Já Visto Jamais Visto

## Récompenses et distinctions
- (en) Andrea Tonacci: Awards, sur l'Internet Movie Database